# Hymenopodidae
Hymenopodidae je čeleď kudlanek, která zahrnuje více než 230 druhů ve 44 rodech. Většina druhů se vyskytuje v jihovýchodní Asii, Africe a na Karibských ostrovech, pouze jeden druh je znám z Austrálie. Zástupci této čeledi bývají často pestře zbarvení. Pro některé z rodů je rovněž charakteristický výrůstek na hlavě nebo penízkové přívěsky na femurech kráčivých končetin.

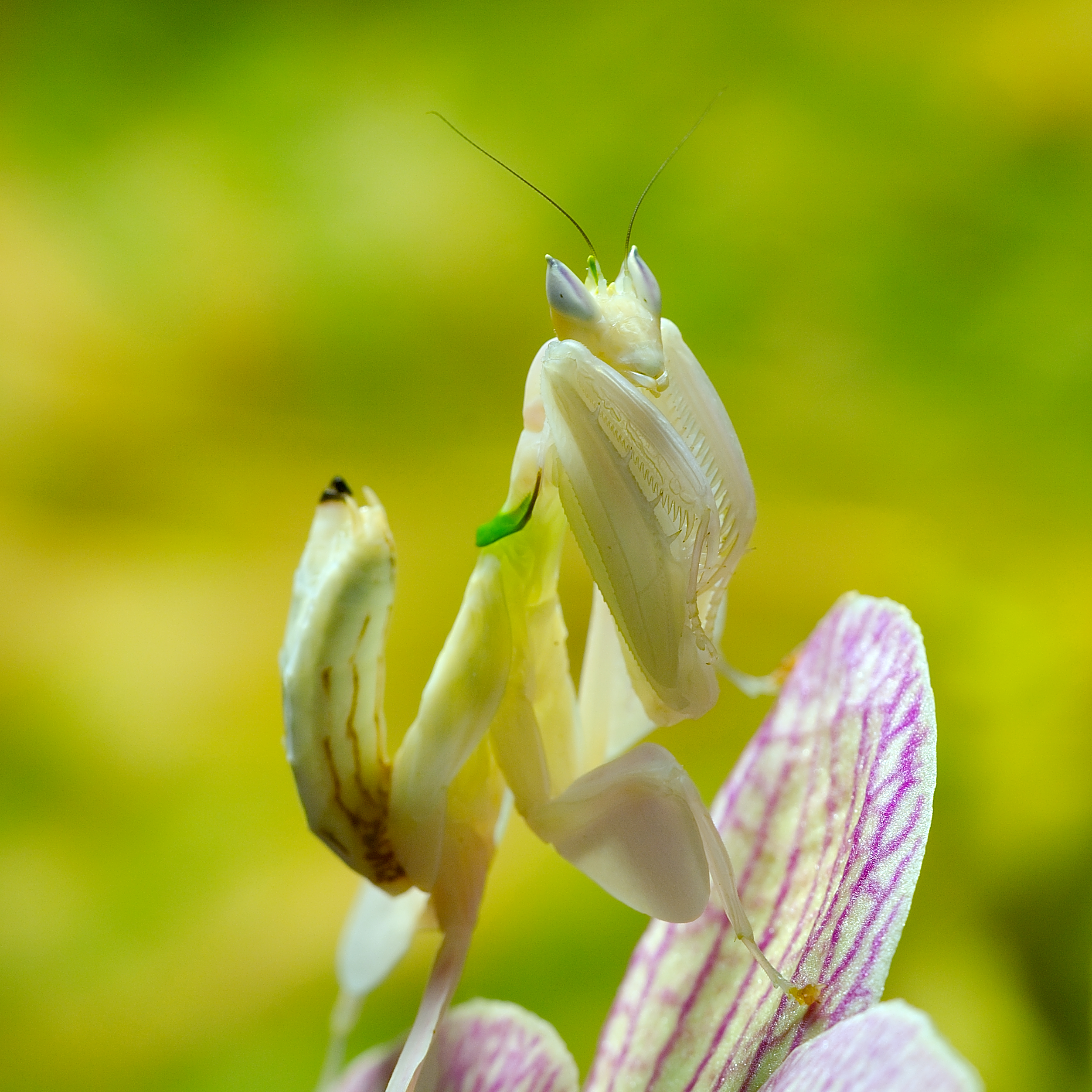
Hymenopus coronatus

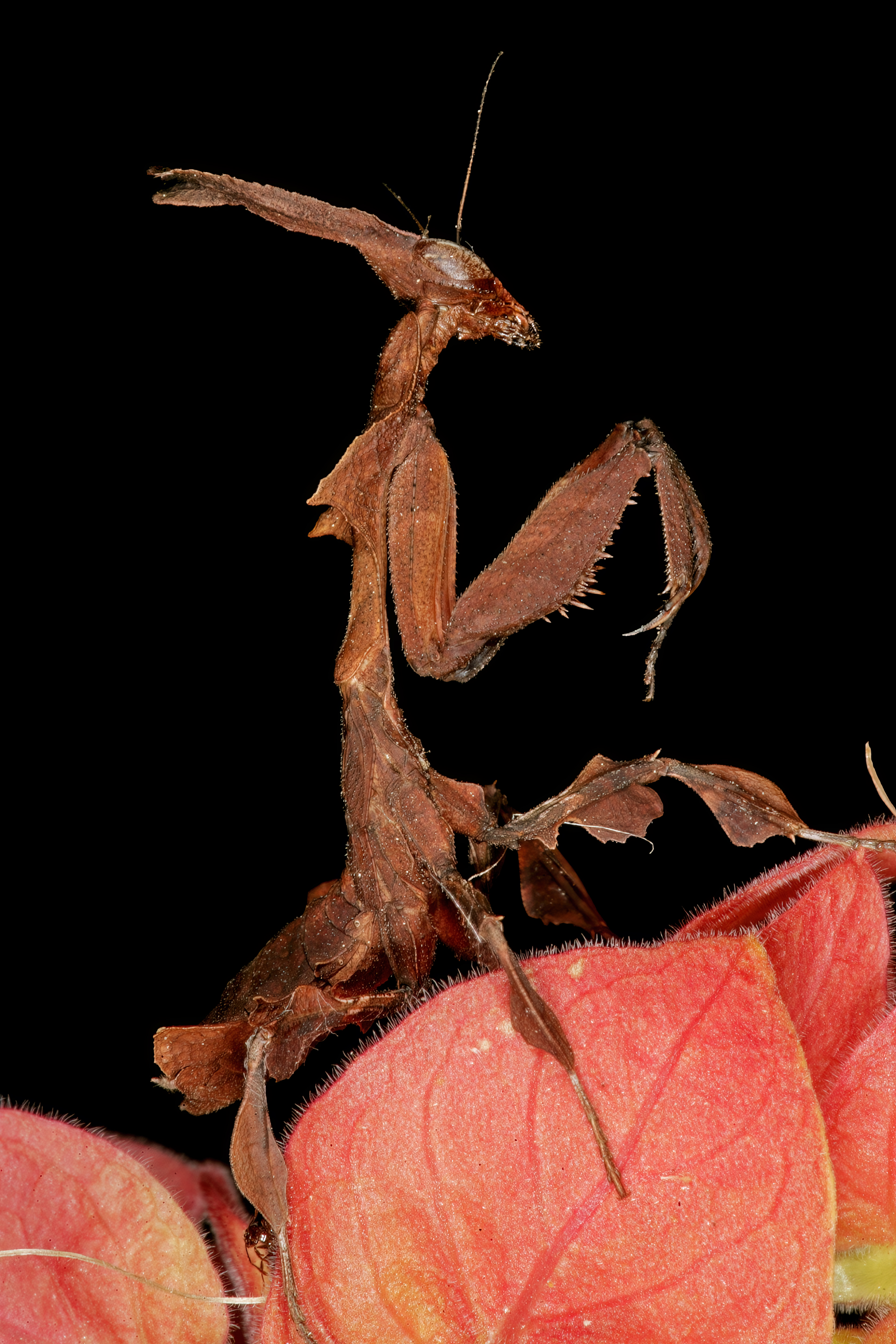
Phyllocrania paradoxa

Některé druhy této čeledi, např. kudlanka korunková, napodobují květy rostlin. Jedná se o tzv. agresivní mimikry – číhající kudlanka svým vzhledem láká opylovače, které následně loví.

## Taxonomie
Seznam popsaných rodů:
Podčeleď Acromantinae
- Acromantis
- Ambivia
- Anasigerpes
- Citharomantis
- Chrysomantis
- Majangella
- Metacromantis
- Oligomantis
- Otomantis
- Oxypiloidea
- Parapsychomantis
- Psychomantis
- Rhomantis

Podčeleď Hymenopodinae
- Anaxarcha
- Creobroter
- Euantissa
- Heliomantis
- Helvia
- Hymenopus
- Chlidonoptera
- Chloroharpax
- Nemotha
- Odontomantis
- Panurgica
- Pseudocreobotra
- Theopropus
- Werneriana

Podčeleď Oxypilinae
- Astyliasula
- Catestiasula
- Ceratomantis
- Ephestiasula
- Hestiasula
- Junodia
- Oxypilus
- Pachymantis
- Pseudohestiasula
- Pseudoxypilus

Podčeleď Phyllocraniinae
- Phyllocrania

Podčeleď Phyllothelyinae
- Parablepharis
- Ceratocrania
- Phyllothelys

Podčeleď Sibyllinae
- Leptosibylla
- Presibylla
- Sibylla